# Aarón Galindo Rubio
Aarón Galindo Rubio és un ex futbolista mexicà.
Va començar com a futbolista al CD Cruz Azul. També jugà a Hèrcules CF, Grasshoppers, Eintracht Frankfurt, Guadalajara o Toluca. El 2017 ingressà al CD Toledo.